# Petrovske, Mejova
Petrovske (în ucraineană Петровське) este un sat în comuna Zoreane din raionul Mejova, regiunea Dnipropetrovsk, Ucraina.

## Demografie
Componența lingvistică a localității Petrovske
     Ucraineană (96,77%)
     Rusă (3,23%)
Conform recensământului din 2001, majoritatea populației localității Petrovske era vorbitoare de ucraineană (96,77%), existând în minoritate și vorbitori de rusă (3,23%).